# Morro do Pico
De Morro do Pico (letterlijk: heuveltop) is een 321 meter hoge berg op het noordwestelijke deel van het Braziliaanse eiland Fernando de Noronha in de gelijknamige archipel. Met die hoogte is de bergtop het hoogste punt van het eiland. De berg ligt aan het strand Praia da Conceição.
De Morro do Pico is van grote landschappelijke invloed voor het eiland, omdat hij vanaf ieder punt op het eiland zichtbaar is. Bij helder weer is de berg over een afstand van dertig mijl zichtbaar. Hoewel de top slechts 321 meter boven het zeeniveau uitsteekt, is het vulkanisch gesteente waartoe de bergtop behoort veel groter. De Morro do Pico is wat dat betreft het topje van de ijsberg; het massief onder de top heeft aan de voet, op vierduizend meter diepte, een doorsnede van zestig kilometer. In de rotshellingen leven allerlei vormen van flora en fauna die alleen op Fernando de Noronha voorkomen.